# Cantonul Liernais
Cantonul Liernais este un canton din arondismentul Beaune, departamentul Côte-d'Or, regiunea Burgundia, Franța.

## Comune
| Comune                 | Populație (1999) | Cod poștal | Cod INSEE |
| ---------------------- | ---------------- | ---------- | --------- |
| Bard-le-Régulier       | 75               | 21430      | 21046     |
| Blanot                 | 148              | 21430      | 21083     |
| Brazey-en-Morvan       | 156              | 21430      | 21102     |
| Censerey               | 167              | 21430      | 21124     |
| Diancey                | 87               | 21430      | 21229     |
| Liernais               | 593              | 21430      | 21349     |
| Manlay                 | 223              | 21430      | 21375     |
| Marcheseuil            | 156              | 21430      | 21379     |
| Ménessaire             | 88               | 21430      | 21403     |
| Saint-Martin-de-la-Mer | 286              | 21210      | 21560     |
| Savilly                | 68               | 21430      | 21593     |
| Sussey                 | 239              | 21430      | 21615     |
| Vianges                | 61               | 21430      | 21675     |
| Villiers-en-Morvan     | 48               | 21430      | 21703     |